# Závadka (okres Michalovce)
Závadka je obec na Slovensku v okrese Michalovce.

## Polohopis
Obec Závadka se svou rozlohou a počtem obyvatel zařadila mezi středně velké vesnice rozprostírající se v severní části Východoslovenské nížiny v nadmořské výšce kolem 110 nadmořská výška